# Elaphoglossum × cadetii
Elaphoglossum × cadetii là một loài dương xỉ trong họ Dryopteridaceae. Loài này được Lorence mô tả khoa học đầu tiên năm 1984.